# Liste der Kulturdenkmale in Glaubitz

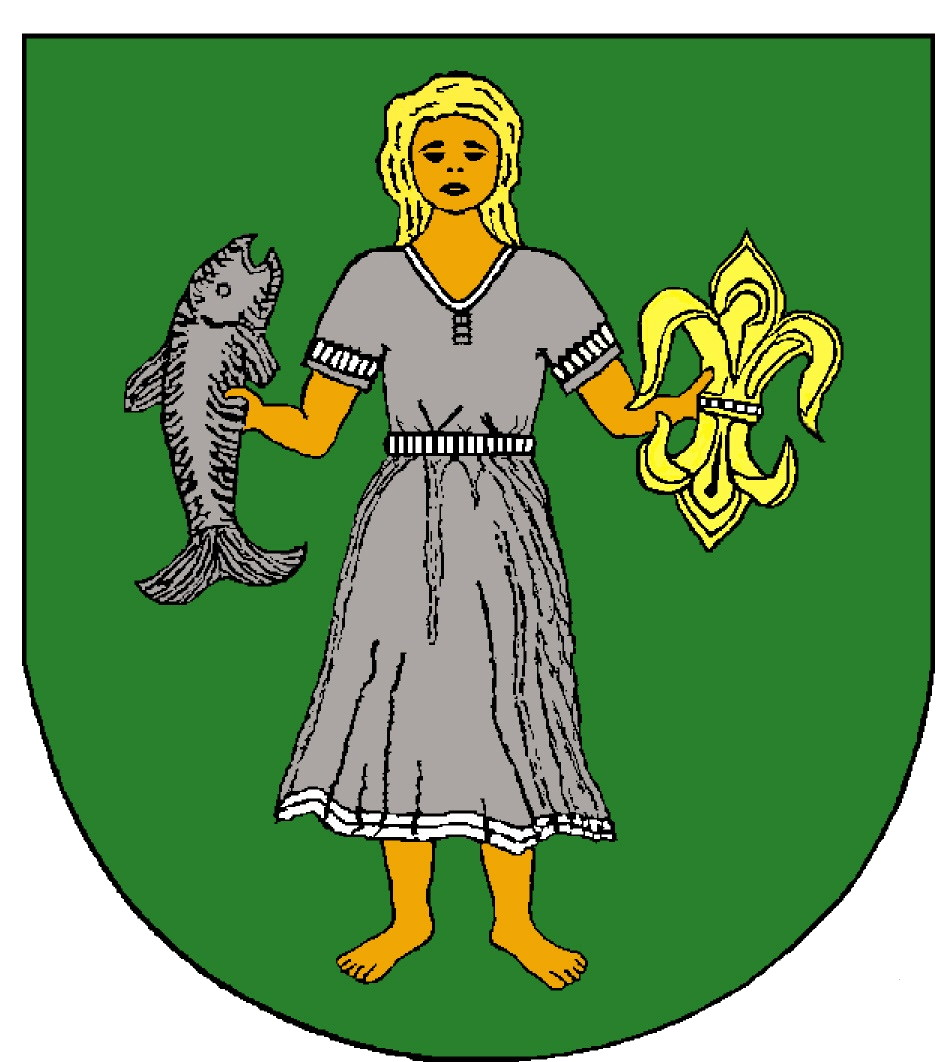
Wappen von Glaubitz

In der Liste der Kulturdenkmale in Glaubitz sind die Kulturdenkmale der sächsischen Gemeinde Glaubitz verzeichnet, die bis Dezember 2020 vom Landesamt für Denkmalpflege Sachsen erfasst wurden (ohne archäologische Kulturdenkmale). Die Anmerkungen sind zu beachten.
Diese Aufzählung ist eine Teilmenge der Liste der Kulturdenkmale im Landkreis Meißen.

## Glaubitz
| Bild                                    | Bezeichnung | Lage                                             | Datierung                                                                                            | Beschreibung | ID       |
| --------------------------------------- | --- | ------------------------------------------------ | --- | --- | -------- |
|                                         | Grödel–Elsterwerdaer Floßkanal (Sachgesamtheit) | (Flurstücke 434/4, 434/6, 204/21, 434/7) (Karte) | 1742–1748                                                                                            | Sachgesamtheitsbestandteil Grödel-Elsterwerdaer Floßkanal: Verlauf innerhalb der Gemeinde Glaubitz, Ortsteil Glaubitz, Floßkanal (siehe Sachgesamtheit 08957205, Nünchritz, Elbstraße) und Eisenbahnbrücke über den Kanal als Einzeldenkmal (siehe 09303992, Bahnhofstraße, neben 74); technik- und ortsgeschichtliche Bedeutung als Transportweg von Bau- und Brennholz nach Dresden. | 08959120 |
| Weitere Bilder                          | Transformatorenstation und kleiner Wasserturm | (Flurstück 753/2) (Karte)                        | 1920er Jahre (Wasserturm); 1956–1957 (Transformatorenstation)                                        | Zeugnis für die Elektrifizierung des Ortes und Zeugnis der Wasserwirtschaft, wohl im Zusammenhang mit dem nahen Rittergut entstanden, landschaftsbildprägend und technikgeschichtlich von Bedeutung. - Transformatorenstation: zweigeschossiger Putzbau mit je drei Schlitzfenstern an zwei Seiten, profiliertes Kranzgesims, Walmdach - Wasserturm: Turmbau verputzt, Gesims als Hohlkehle ausgebildet, Kegeldach mit Biberschwanzdeckung, 2011 ruinös | 08959101 |
|                                         | Gedenkstein für die Opfer des Faschismus | (Flurstück 890b) (Karte)                         | nach 1945                                                                                            | Ortshistorische Bedeutung. Granitquadersockel, darüber Kunststeinpostament mit Inschrift „65 Opfer des Faschismus!“, darauf Pyramide aus unregelmäßigen Granitsteinen, Schauseite mit Kunststeinbruchstücken verkleidet, vor dem Denkmal Beetanlage, Ehrenhain. | 08959118 |
| Weitere Bilder                          | Sachgesamtheit Königlich-Sächsische Triangulierung („Europäische Gradmessung im Königreich Sachsen“); Station 71, Glaubitz | (Flurstück 389a) (Karte)                         | Bezeichnet mit 1866                                                                                  | Triangulationssäule; Station 2. Ordnung, bedeutendes Zeugnis der Geodäsie des 19. Jahrhunderts, vermessungsgeschichtlich von Bedeutung. Die Vermessungssäule steht auf dem höchsten Punkt der Hochebene zwischen den Dörfern Roda, Collmnitz und Radewitz mitten auf einem Feld ohne direkten Zugang. Die ca. 1,80 m hohe Säule aus Laußnitzer Granit wurde 1866 von Gradmessungsassisstent Friedrich Robert Helmert eingemessen und aufgestellt. Schaft mit zeltdachförmiger Abdeckplatte, quadratischer Grundriss Kantenlänge oben 43 cm, hoher abgesetzter Sockel. Die Inschrift „Station / GLAUBITZ / der / Kön:Sächs: / Triangulierung / 1866“ legt Zeugnis davon ab. | 08959119 |
|                                         | Wohnstallhaus und Seitengebäude eines Dreiseithofes | Am Dorfteich 10 (Karte)                          | Mitte 19. Jahrhundert                                                                                | Fachwerk-Wohnstallhaus, Seitengebäude schlichter Putzbau, weitgehend original erhaltene Gebäude als Teil der alten Ortsstruktur und als Zeugnis der bäuerlichen Wohn- und Arbeitsweise vergangener Zeiten, baugeschichtlich und wirtschaftsgeschichtlich von Bedeutung. - Wohnstallhaus: Erdgeschoss massiv, Sandsteingewände, Obergeschoss Fachwerk, Giebel massiv, Krüppelwalmdach mit doppelter Biberschwanzdeckung, Rückseite Fachwerk - Seitengebäude: zweigeschossiger Putzbau mit Sandsteinfenstergewänden, Ladeluke im Obergeschoss, Satteldach | 08959106 |
|                                         | Gasthof Drei Lilien (mit Saal) | Am Dorfteich 13 (Karte)                          | 2. Hälfte 19. Jahrhundert                                                                            | Ortsbildprägender, gut gegliederter Putzbau, ortshistorische Bedeutung. Zweigeschossiger Bruchsteinbau mit Ecknutung im Erdgeschoss, 4:4 Achsen, in beiden Geschossen profilierte Steingewände, profiliertes Gurtgesims, im Obergeschoss Eckbetonung durch pilasterartige Gliederung, Walmdach, Saalanbau mit fünf Achsen, hier Segmentbogenfenster. | 08959107 |
| Weitere Bilder                          | Turmholländer | An der Mühle 1 (Karte)                           | Bezeichnet mit 1880 (Wetterfahne)                                                                    | Technikhistorisch und ortsgeschichtlich von Bedeutung. Dreigeschossiger runder Putzbau, sich nach oben verjüngend, unter der Traufe Okuli, geschweifte Haube mit Wetterfahne. | 08959113 |
|                                         | Wohnhaus | Bahnhofstraße 10 (Karte)                         | Um 1900                                                                                              | Eingeschossiger Klinkerbau mit Mittelrisalit, singuläres Beispiel gründerzeitlichen Bauens im Dorf, baugeschichtlich von Bedeutung. Polygonsockel, eingeschossiger Klinkerbau mit Mittelrisalit, dort Eckquaderung, Steingußgewände profiliert, Segmentüberfangbögen über den Fenstern im Erdgeschoss aus zweifarbigen Ziegeln, Schlussstein mit Diamantquaderung, profiliertes Gesims, Giebel mit Satteldach, sonst Krüppelwalmdach, rechts und links des Gebäudes flache Anbauten (zum Teil aus Klinkern) mit flachem Dach. | 08959111 |
| Direkt Bild zu diesem Denkmal hochladen | Eisenbahnbrücke über den Floßkanal (Einzeldenkmal zu ID-Nr. 08959120) | Bahnhofstraße 74 (neben) (Karte)                 | 19. Jahrhundert                                                                                      | Einzeldenkmal der Sachgesamtheit Grödel-Elsterwerdaer Floßkanal; Steinbogenbrücke, technikgeschichtlich und ortsgeschichtlich von Bedeutung. Ehemalige Unterführung des Kanals, einbogige Brücke aus Granitsteinen. | 09303992 |
| Weitere Bilder                          | Kirche (einschließlich Ausstattung) mit Kirchhof, Einfriedung und Kriegerdenkmal für die Gefallenen des Ersten Weltkrieges | Kirchgasse (Karte)                               | 1589 (Kirche); 1893 (Orgel); nach 1918 (Kriegerdenkmal)                                              | Bau des 16. Jahrhunderts mit Netzgewölbe im Innern, schlanker Westturm der Barockzeit, baugeschichtliche und ortshistorische Bedeutung. Einschiffige Kirche von 1589 (an der Westvorhalle bezeichnet), Turmhaube 1741, 1793 Änderungen im Innern. 1893/94 durch Theodor Quentin bis auf die Umfassungsmauern und Gewölbe erneuert, Restaurierung 1965 (innen) und 1995. - Kirche: Verputzter Bruchsteinbau mit querschiffartigen Anbauten und 3/8-Chorschluss. Strebepfeiler am Chor, an der Westvorhalle sowie an der Nordwestecke des Schiffs. Langhaus mit Rundbogenfenstern, an der Westseite Turm mit Eckquaderung, im Obergeschoss oktogonal, verschieferte Haube und Laterne, zwei Treppentürme an der Südseite. Schiff und Chor mit Netzgewölbe, breiter Triumphbogen zum Chor. Eingeschossige Emporen an drei Seiten. Orgel von Franz-Emil Keller, 1893 (Dehio Sachsen I, S. 363). - Einfriedung: Bruchsteinmauer, verputzt - Kriegerdenkmal: Sandsteinsockel, darüber drei nebeneinander angeordnete Sandsteinkuben, durch Architrav zusammengefasst, im Giebel Eisernes Kreuz, bezeichnet mit „1914–1918“ und Inschrift: „Unseren im Weltkriege gefallenen Kameraden gewidmet“, an Vorder- und Rückseite die Namen der Gefallenen auf herausgearbeiteter Kreuzform - Einfriedung: halbkreisförmige Beeteinfassung mit Efeu | 08959104 |
| Direkt Bild zu diesem Denkmal hochladen | Wegestein | Poststraße (Karte)                               | 19. Jahrhundert                                                                                      | Verkehrshistorische Bedeutung. 30 cm hoher Sandsteinkubus, scharriert, mit Inschrift „Nünchritz/Glaubitz“ an zwei Seiten, zum Teil verwittert. (Bemerkung: Am 14. Oktober 2017 nicht vorhanden.) | 08959100 |
| Weitere Bilder                          | Zwei Begrenzungsobelisken für das Lustlager Augusts des Starken, das sogenannte Zeithainer Lager | Streumener Straße (Karte)                        | 1730                                                                                                 | Markante weithin sichtbare barocke Steine für das Zeithainer Lager, landesgeschichtliche Bedeutung. Sandsteinobelisk auf Sandsteinsockel, mit mehrfach abgesetztem, profiliertem Postament, Wappen zum Teil verwittert, oberer Abschluss als Kugelbekrönung (siehe auch Dehio, Sachsen I, S. 866). | 08959102 |
| Direkt Bild zu diesem Denkmal hochladen | Wohnstallhaus eines Zweiseithofes | Streumener Straße 6 (Karte)                      | Bezeichnet mit 1832                                                                                  | Fachwerk-Wohnstallhaus mit Korbbogenportal, sehr gut erhaltenes Beispiel ländlichen Wohnens als Teil der alten Ortsstruktur, baugeschichtlich von Bedeutung. Erdgeschoss massiv, profilierte Sandsteinfenstergewände, Segmentbogentürgewände mit Schlussstein, dort bezeichnet mit „H 1832“, Sonnenmotiv im Zwickel, Obergeschoss Fachwerk mit originale Fenstern, Giebel massiv, Satteldach, Rückseite Frackdach. | 08959109 |
| Direkt Bild zu diesem Denkmal hochladen | Seitengebäude eines Bauernhofes | Wiesenweg 6 (Karte)                              | 1. Hälfte 19. Jahrhundert                                                                            | Weitgehend original erhaltenes, seltenes Fachwerkgebäude, als Bestandteil des ehemaligen Rittergutes (Schnitterwohnungen) von sozialhistorischer Bedeutung. Erdgeschoss massiv, Obergeschoss Fachwerk einriegelig, ein Giebel massiv, der andere Fachwerk, zum Teil originale Fenster, Satteldach. Im Gebäude waren früher die Schnitterwohnungen untergebracht. | 08959105 |
| Weitere Bilder                          | Schloss und Rittergut Glaubitz (Sachgesamtheit) | Zum Heim 3, 3a, 5 (Karte)                        | 1724                                                                                                 | Sachgesamtheit Schloss Glaubitz, mit den Einzeldenkmalen: Schloss (Nr. 3a, heute Verwaltung Altenheim), ehemaliges Kutscherhaus (Nr. 5) mit angebautem Torbogen, Sandsteinlöwe vor dem Schloss, Pavillon, Brunnenbecken und Gartentor (zwei Torpfeiler mit Vasenaufsätzen) im Schlosspark, weiterhin Einfriedungsreste und Brunnen (sogenannter Gänsebrunnen, neben Zum Heim 7) an der ehemaligen Zufahrt zum damaligen Rittergut (siehe 08959103) sowie dem Schlosspark (hinter Altenheim, Zum Heim 3 und Schloss, Zum Heim 3a) mit ehemaligem Wallgraben sowie alte Schlossgärtnerei mit Aussichtsplatz und Einfriedungsmauer sowie dem Kanalgarten mit Wassergraben (sogenannter Spiegelteich) mit steinerner Ufereinfassung (Gartendenkmale) sowie dem Sachgesamtheitsteil: Nebengebäude am Schloss; repräsentativer Schlossbau der Barockzeit, im Reformstil der Zeit um 1910 erweitert (Architekten: Lossow & Kühne, Dresden), interessant gestalteter Gutspark, von baugeschichtlicher und ortshistorischer Relevanz. | 09303716 |
| Weitere Bilder                          | Schloss (Nr. 3a, heute Verwaltung Altenheim), ehemaliges Kutscherhaus (Nr. 5) mit angebautem Torbogen, Sandsteinlöwe vor dem Schloss, Pavillon, Brunnenbecken und Gartentor (zwei Torpfeiler mit Vasenaufsätzen) im Schlosspark, weiterhin Einfriedungsreste und Brunnen (sogenannter Gänsebrunnen, neben Zum Heim 7) an der ehemaligen Zufahrt zum damaligen Rittergut (Einzeldenkmale zu ID-Nr. 09303716) | Zum Heim 3a, 5 (Karte)                           | Bezeichnet mit 1724 (Schloss); um 1900 (Kutscherhaus); 1907 (Gänsebrunnen); um 1910 (Gartenpavillon) | Einzeldenkmale der Sachgesamtheit Schloss Glaubitz; repräsentativer Schlossbau der Barockzeit, im Reformstil der Zeit um 1910 erweitert (Architekten: Lossow & Kühne, Dresden), von baugeschichtlicher und ortshistorischer Relevanz | 08959103 |

### Ehemalige Denkmäler (Glaubitz)
| Bild                                    | Bezeichnung                 | Lage                         | Datierung           | Beschreibung | ID       |
| --------------------------------------- | --------------------------- | ---------------------------- | ------------------- | --- | -------- |
| Direkt Bild zu diesem Denkmal hochladen | Scheune eines Dreiseithofes | Am Dorfteich 2 (Karte)       | Bezeichnet mit 1923 | Stattlicher Putzbau mit Türmchen (Lüfterlaterne?), weitgehend original erhaltenes Gebäude, durch Größe und Lage sehr ortsbildprägend, baugeschichtlich und wirtschaftsgeschichtlich von Bedeutung. Mit Mittelrisalit, dort Ecklisenen und dort über zwei Geschosse dreiachsig, als Gesims Zahnschnitt, mit Giebel über Fenster und einfacher Putzgliederung, Mansarddach mit stehenden Gaupen, zentraler Glockenturm mit Haube. Abgerissen zwischen 2009 und 2013. | 08959112 |
| Direkt Bild zu diesem Denkmal hochladen | Mühle                       | Sageritzer Straße 34 (Karte) | Um 1800             | Putzbau mit Segmentbogenportal, weitestgehend original erhaltenes Mühlengebäude, von ortshistorischer Bedeutung. Zweigeschossig mit eingeschossigem winkligem Anbau, Bruchsteinmauerwerk, Sandsteinfenstergewände, profilierte Korbbogen-Sandsteintürgewände mit Schlussstein (ohne Datierung), originaler Putz erhalten, zum Teil originale Fenster, Satteldach. 2017 abgerissen.                                                                                 | 08959122 |

## Marksiedlitz
| Bild                                    | Bezeichnung                                     | Lage                                                                 | Datierung | Beschreibung | ID       |
| --------------------------------------- | ----------------------------------------------- | -------------------------------------------------------------------- | --------- | --- | -------- |
| Direkt Bild zu diesem Denkmal hochladen | Grödel–Elsterwerdaer Floßkanal (Sachgesamtheit) | (Flurstücke 152/1, 152/2, 153/1, 153/2, 154/2, 154/3, 154/4) (Karte) | 1742–1748 | Sachgesamtheitsbestandteil Grödel-Elsterwerdaer Floßkanal, Verlauf innerhalb der Gemeinde Glaubitz, Ortsteil Marksiedlitz, Floßkanal (siehe Sachgesamtheit 08957205, Nünchritz, Elbstraße); technik- und ortsgeschichtliche Bedeutung als Transportweg von Bau- und Brennholz nach Dresden | 09304007 |

## Radewitz
| Bild                                    | Bezeichnung                                                                                         | Lage                         | Datierung                                                                        | Beschreibung | ID       |
| --------------------------------------- | --------------------------------------------------------------------------------------------------- | ---------------------------- | -------------------------------------------------------------------------------- | --- | -------- |
| Direkt Bild zu diesem Denkmal hochladen | Wohnstallhaus (ohne hinteren Anbau), Seitengebäude und Scheune sowie Torpfeiler eines Dreiseithofes | Erlenweg 8 (Karte)           | Mitte 19. Jahrhundert (Wohnstallhaus); 2. Hälfte 19. Jahrhundert (Seitengebäude) | Verputzte Massivbauten, Wohnstallhaus Obergeschoss Fachwerk verputzt, weitgehend authentisch erhaltene Hofanlage als Zeugnis ländlichen Wirtschaftens früherer Zeiten, baugeschichtlich und wirtschaftsgeschichtlich von Bedeutung. - Wohnstallhaus: Erdgeschoss massiv, Sandsteinfenstergewände, Obergeschoss Fachwerk verputzt, Giebel und Rückseite Bruchstein, verputzt, Sandsteinfenstergewände, Krüppelwalmdach - Seitengebäude: zweigeschossiger Bruchsteinbau, verputzt, profilierte Sandsteintürgewände, Sandsteinfenstergewände, zwei Segmentbogen (Reste von Putzgliederung), Satteldach mit Biberschwanzdeckung - Scheune: Bruchsteinbau, verputzt, zwei große gerade Toreinfahrten mit Schiebetüren, im Drempel Lüftungsrosetten, unter der Traufe Zahnschnitt, mittige Betonung durch eine Achse, Satteldach - drei Torpfeiler | 08959116 |
| Weitere Bilder                          | Grenzstein                                                                                          | Glaubitzer Straße (Karte)    | Bezeichnet mit 1863                                                              | Vermessungshistorische und ortsgeschichtliche Bedeutung. Ca. 0,90 m hoher Sandsteinkubus, scharriert, Inschrift „Dorf Radewitz 1863“. | 08959117 |
|                                         | Transformatorenhäuschen                                                                             | Marksiedlitzer Weg (Karte)   | 1. Hälfte 20. Jahrhundert                                                        | Zeugnis für Elektrifizierung des Ortes, technikgeschichtlich von Bedeutung. Putzbau über quadratischem Grundriss, Krüppelwalmdach als Zwischendach, Biberschwanzdeckung, turmartiger Aufbau, verkleidet, Zeltdach, Biberschwanzdeckung. | 08959114 |
| Direkt Bild zu diesem Denkmal hochladen | Wohnstallhaus eines Dreiseithofes                                                                   | Marksiedlitzer Weg 2 (Karte) | Mitte 19. Jahrhundert                                                            | Obergeschoss Fachwerk verputzt, Teil der alten Ortsstruktur, baugeschichtlich von Bedeutung. - Wohnstallhaus: Erdgeschoss massiv, Sandsteinfenstergewände, Obergeschoss Fachwerk, Giebel und Rückseite verputzt, Sandsteinfenstergewände, zum Teil Schiebefenster, Krüppelwalmdach - Scheune (vor 2011 abgebrochen): Bruchsteinbau, verputzt, mit zwei geraden Tordurchfahrten, im Giebel zwei Belüftungsokuli, hohes Krüppelwalmdach mit Biberschwanzdeckung | 08959115 |

## Tabellenlegende
- Bild: Bild des Kulturdenkmals, ggf. zusätzlich mit einem Link zu weiteren Fotos des Kulturdenkmals im Medienarchiv Wikimedia Commons. Wenn man auf das Kamerasymbol klickt, können Fotos zu Kulturdenkmalen aus dieser Liste hochgeladen werden:
- Bezeichnung: Denkmalgeschützte Objekte und ggf. Bauwerksname des Kulturdenkmals
- Lage: Straßenname und Hausnummer oder Flurstücknummer des Kulturdenkmals. Die Grundsortierung der Liste erfolgt nach dieser Adresse. Der Link (Karte) führt zu verschiedenen Kartendiensten mit der Position des Kulturdenkmals. Fehlt dieser Link, wurden die Koordinaten noch nicht eingetragen. Sind diese bekannt, können sie über ein Tool mit einer Kartenansicht einfach nachgetragen werden. In dieser Kartenansicht sind Kulturdenkmale ohne Koordinaten mit einem roten bzw. orangen Marker dargestellt und können durch Verschieben auf die richtige Position in der Karte mit Koordinaten versehen werden. Kulturdenkmale ohne Bild sind an einem blauen bzw. roten Marker erkennbar.
- Datierung: Baubeginn, Fertigstellung, Datum der Erstnennung oder grobe zeitliche Einordnung entsprechend des Eintrags in der sächsischen Denkmaldatenbank
- Beschreibung: Kurzcharakteristik des Kulturdenkmals entsprechend des Eintrags in der sächsischen Denkmaldatenbank, ggf. ergänzt durch die dort nur selten veröffentlichten Erfassungstexte oder zusätzliche Informationen
- ID: Vom Landesamt für Denkmalpflege Sachsen vergebene, das Kulturdenkmal eindeutig identifizierende Objekt-Nummer. Der Link führt zum PDF-Denkmaldokument des Landesamtes für Denkmalpflege Sachsen. Bei ehemaligen Kulturdenkmalen können die Objektnummern unbekannt sein und deshalb fehlen bzw. die Links von aus der Datenbank entfernten Objektnummern ins Leere führen. Ein ggf. vorhandenes Icon  führt zu den Angaben des Kulturdenkmals bei Wikidata.

## Ausführliche Denkmaltexte
1. ↑  Einzeldenkmale der Sachgesamtheit Schloss Glaubitz:
  - Schloss: stattlicher zweigeschossiger Putzbau mit elf Achsen über hakenförmigem Grundriss, Erdgeschoss Putznutung, Sandsteinfenstergewände, Gurtband, im Obergeschoss Sandsteinfenstergewände mit geschweifter Bedachung, profiliertes Kranzgesims, Mansarddach mit Krüppelwalm, Dachausbau mit stehenden Dachfenstern, mittige Betonung durch dreiachsiges Dachhäuschen mit profiliertem Segmentbogen, dort in Kartusche bezeichnet mit 1907, seitlich Turmbau auf quadratischem Grundriss, vier- bis fünfgeschossig, im zweiten Obergeschoss Erker mit Welscher Haube, profiliertes Kranzgesims, Zwischendach mit Biberschwanzdeckung, Laterne mit Welscher Haube und Knauf, Sandsteinlöwe auf Sockel
  - Kutscherhaus: villenartiges Wohnhaus mit Turm und geschweiften Giebeln mit Kugelaufsätzen, Mansarddach, eingeschossiger Massivbau mit grobem Putz und farbig abgesetzten, glatten Putzbändern, Turm auf rundem Grundriss mit polygonalem hölzernem Zwischengeschoss mit Fenstern und Turmaufsatz, an Kutscherhaus angebaut ist große gemauerte, korbbogige Durchfahrtöffnung, flankiert rechts und links von je einem kleinen gestelzten Rundbogen als Durchgang
  - Kanalgarten mit Wassergraben: zurzeit verwachsenes Gelände mit Graben mit steinerner Ufereinfassung, mit bewusster Blickführung zum Schloss (ursprünglich angelegt von Lossow & Kühne als gestalteter Spiegelteich, einseitig flankiert von Weiden), Quergraben (ehemaliger Seegraben) mit hölzerner Umzäunung mit zwei rundbogigen Granitquaderbrücken
  - Pavillon: mit davor liegender neunstufiger Treppenanlage, Pavillon mit biberschwanzgedecktem Kegeldach, innen mit Kassettendecke, schmiedeeisernem Gitter in den Öffnungen zwischen den Pfeilern, Bruchsteinmauer rechts/links der Treppe
  - ehemalige Schlossgärtnerei: Gelände zurzeit Wiese, von Trockenmauer umfriedet
  - Aussichtsplatz: auf quadratischem Grundriss sich erhebendes Plateau, gerahmt von Bruchsteinmauereinfassung mit Sandsteinplatten als oberem Abschluss
  - Brunnenbecken: kreisrunder Grundriss mit vier seitlichen Ausnehmungen, Sandsteineinfassung mit umlaufender Profilierung (Kehle)
  - sogenannter „Gänsebrunnen“ neben der großen Linde an der Zufahrt zum Rittergut: Mit stark verwittertem vorder- und rückseitigem Relief (Vorderseite: Gänsemutter mit ihren Jungen, Rückseite: Fuchs unter einer großen hängenden Traube), Unterbau aus groben Sandsteinquadern mit konvexer Schauseite, Abdeckplatte, darüber Sandsteinblock mit geschweiften Wangen und halbrundem Abschluss. Brunnenbecken verloren, heute nur noch dieser Pfeiler mit Ausfluss vorhanden, laut Dorfchronik v. Glaubitz auch als „Fabelbrunnen“ bezeichnet.